# NGC 6314
NGC 6314 est une galaxie spirale vue par la tranche et située dans la constellation d'Hercule. Sa vitesse par rapport au fond diffus cosmologique est de 6 599 ± 2 km/s, ce qui correspond à une distance de Hubble de 97,3 ± 6,8 Mpc (∼317 millions d'al). NGC 6314 a été découverte par l'astronome allemand Albert Marth en 1863.
La classe de luminosité de NGC 6314 est I et elle présente une large raie HI. De plus, c'est une galaxie du champ, c'est-à-dire qu'elle n'appartient pas à un amas ou un groupe et qu'elle est donc gravitationnellement isolée. Selon la base de données Simbad, NGC 6314 est une galaxie LINER, c'est-à-dire une galaxie dont le noyau présente un spectre d'émission caractérisé par de larges raies d'atomes faiblement ionisés.
À ce jour, sept mesures non basées sur le décalage vers le rouge (redshift) donnent une distance de 71,300 ± 11,684 Mpc (∼233 millions d'al), ce qui est à l'extérieur des valeurs de la distance de Hubble. Notons  que c'est avec la valeur moyenne des mesures indépendantes, lorsqu'elles existent, que la base de données NASA/IPAC calcule le diamètre d'une galaxie et qu'en conséquence le diamètre de NGC 6314 pourrait être d'environ 51,0 kpc (∼166 000 al) si on utilisait la distance de Hubble pour le calculer.